# 詹姆斯·A·法利邮政局大楼
詹姆斯·A·法利邮政局大楼 （英語：James A. Farley Post Office Building），位於美國紐約州紐約市，是美國郵政署在紐約市的主要大樓，屬於10001號郵區的範圍。詹姆斯·A·法利邮政局大楼於1912年建成，因刻有非官方的美國郵政署格言而知名。大樓原名為「邮政总局大楼」，在1982年為紀念美國第53任郵政署長詹姆斯·法利而易名。
詹姆斯·A·法利邮政局大楼是因電影《34街的奇蹟》而成名的聖誕老人行動的起源地。它亦是特里·普拉切特的小說《開始郵政》中郵政局的靈感來源。其「糊涂虫的發亮」傳說亦在2016年發行的電子遊戲《湯姆克蘭西：全境封鎖》中出現。

## 概要

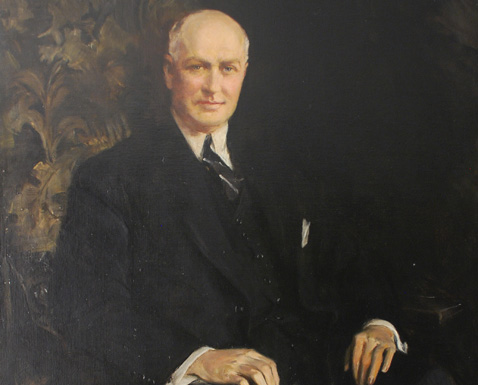
詹姆斯·法利

詹姆斯·A·法利邮政局大楼由舊郵政總局大樓和位處其西邊的新翼組成。大樓佔了兩個街區，佔地8英畝（32,000平方），並列入《美國國家史蹟名錄》。邮政局大楼位於曼哈頓中城第八大道421號，31街及33街的交界，在賓夕法尼亞車站和麥迪遜廣場花園的對面。
詹姆斯·A·法利邮政局大楼曾經是紐約唯一一個24小時開放的郵政局。但自2009年起，由於經濟衰退的關係，改為每天晚上10時休息。

## 歷史

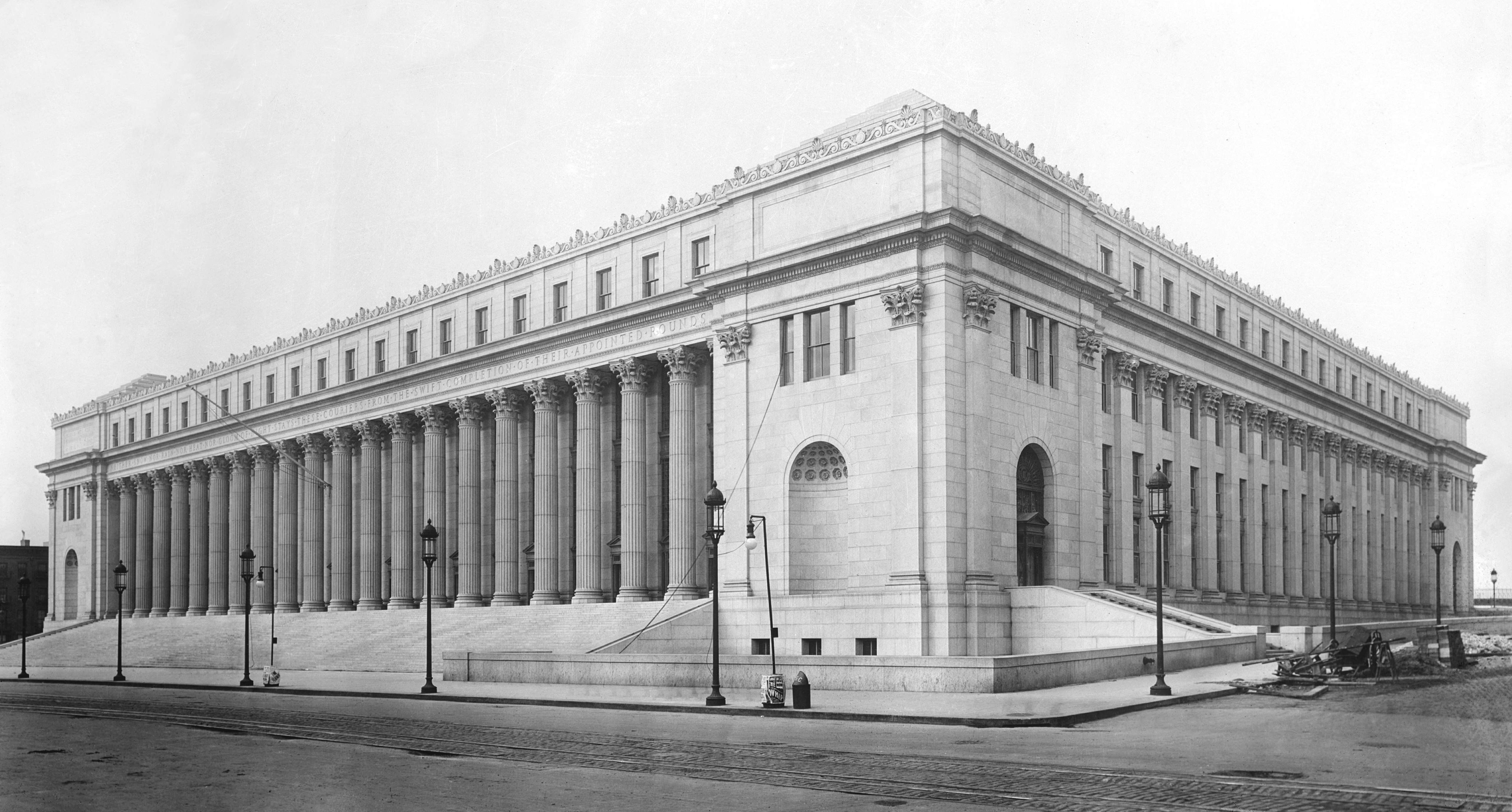
約1912年的詹姆斯·A·法利邮政局大楼

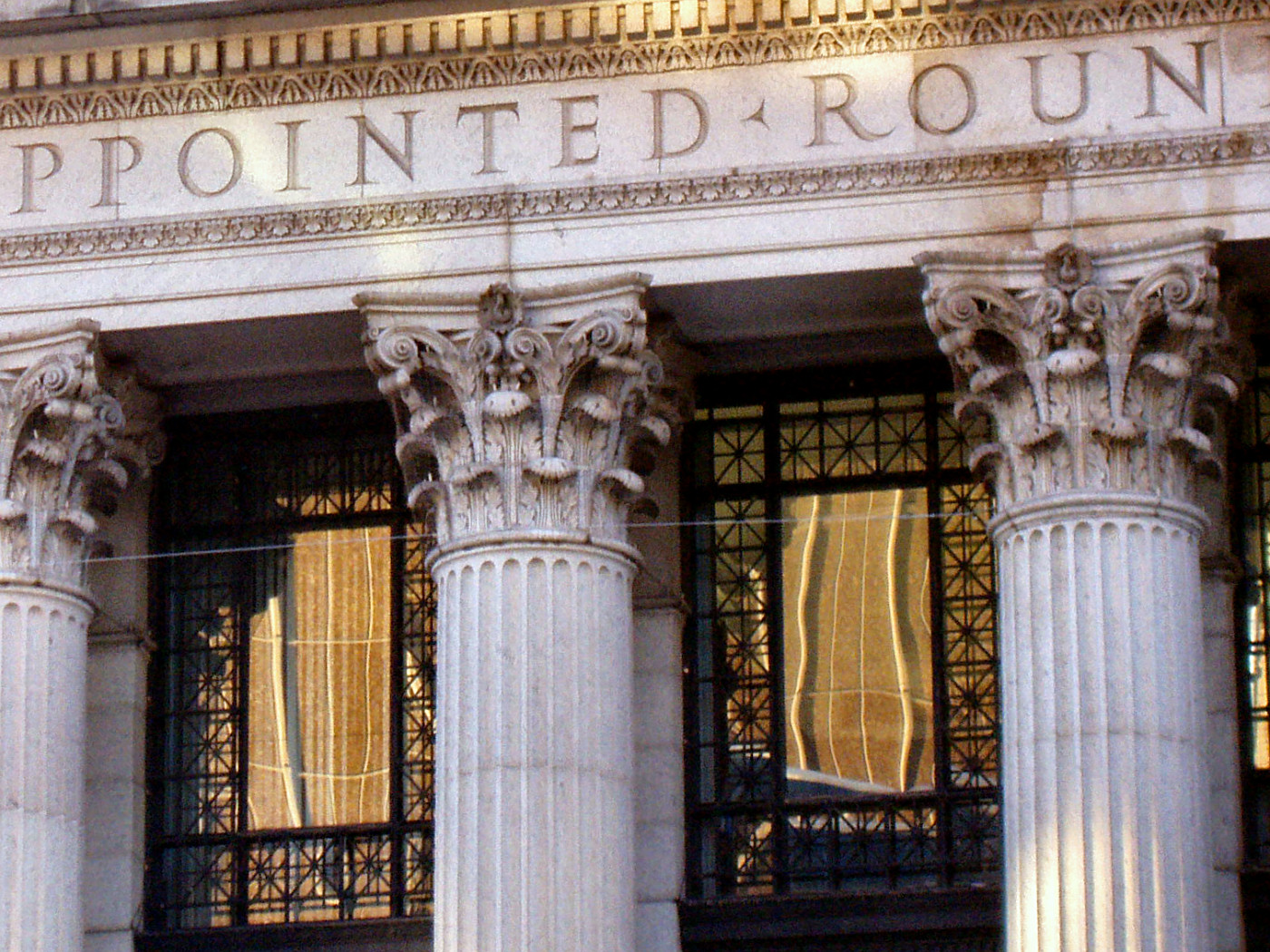
科林斯柱廊上的美國郵政署格言

### 建設及設計
詹姆斯·A·法利邮政局大楼分兩階段建成。舊翼在1912年建成，並在1914年投入運作。新翼則在1934年建成，並由時任郵政署長詹姆斯·A·法利主持揭幕，並取代位處公園街及百老匯交界的舊郵政局。法利就任郵政署長前所經營的建材公司通用建材公司曾從夏伯特·胡佛政府手上取得了郵政大樓新翼的建材供應合約。通用建材公司亦曾為帝國大廈、洛克菲勒中心和聯合國總部等地標提供建材。富蘭克林·羅斯福接任總統後，路易斯安那州聯邦參議員休伊·朗指控法利接受羅斯福政府优惠待遇，其後法利獲判無罪。
負責建築工程的麥金、米德及懷特建築師事務所使用了科林斯柱作為窗口托架間的壁柱，這些壁柱一直延伸至第九大道。詹姆斯·A·法利郵政局大樓是最後一批根據《塔爾斯尼法案》建造的建築物。所有聯邦非軍事建築在1893年前均由美國財政部下轄监理建筑师办公室的政府建築師負責建造。《塔爾斯尼法案》允許监理建筑师聘用外來建築師參與建築工程。故此，监理建筑师詹姆斯·诺克斯·泰勒聘用麥金負責紐約郵政總局大樓的建設工作。1913年，由於泰勒聘用來自明尼蘇達州的舊搭檔卡斯·吉尔伯特負責亚历山大·汉密尔顿美国海关大楼建築工程的醜聞遭到揭發，法案因而廢除。

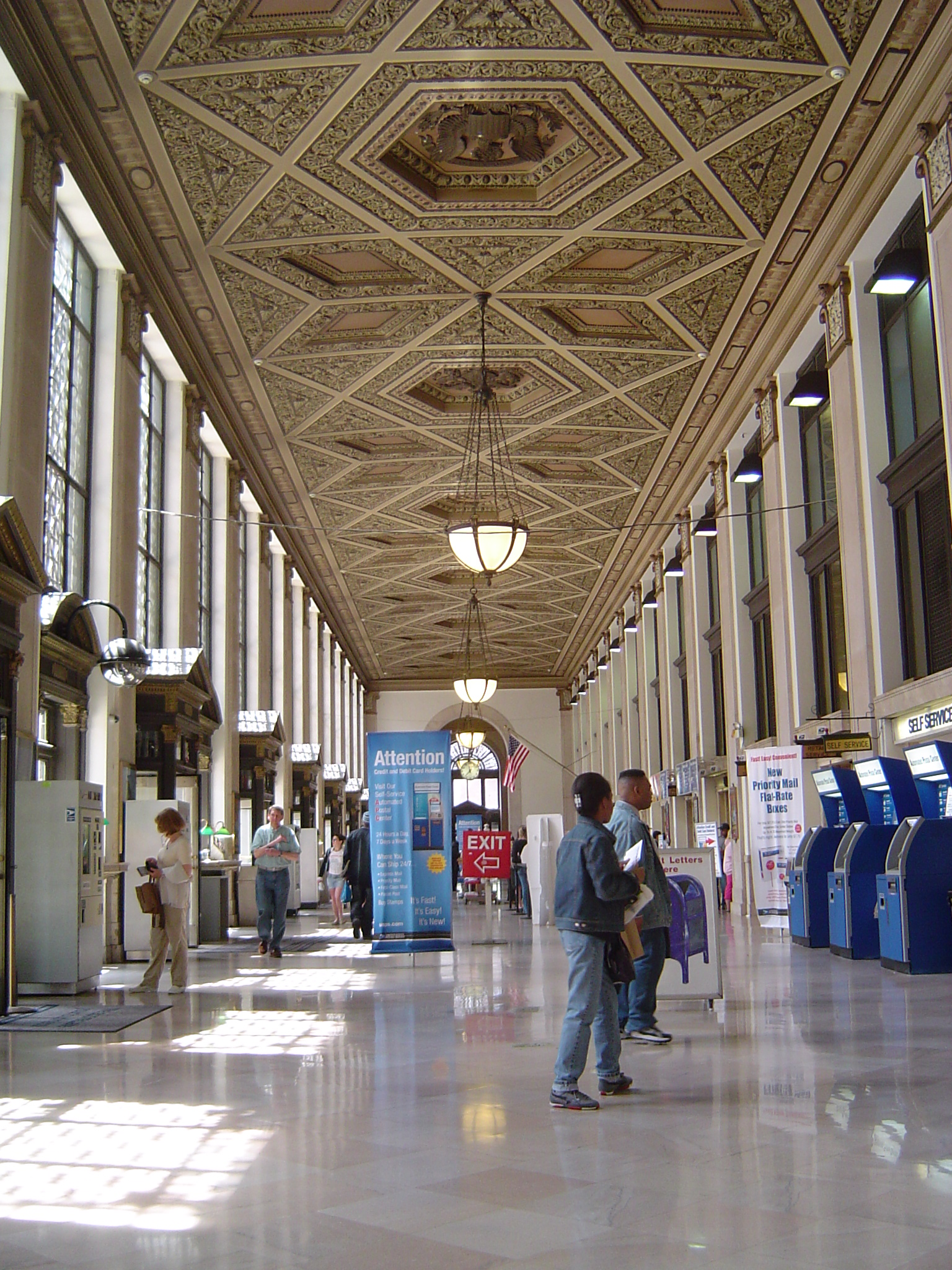
郵政局前翼接待大堂

大樓前方刻有「无论雨雪炎热，还是在黑暗的夜晚中，这些信使仍會迅速完成他们的任務」一句，這句經常被誤以為是美國郵政署格言，但此句其實是由設計大樓的麥金、米德及懷特建築師事務所的威廉·米切尔·肯德尔提供，來自希羅多德的《歷史》一書。美國郵政署本身沒有官方格言，但此句被視為非官方的格言。
前翼接待大堂使用了建成時十個主要國家的國徽作為裝飾，分別為美國、英國、德意志帝國、法蘭西第三共和國、俄羅斯帝國、意大利王國、西班牙、比利時、奧匈帝國和荷蘭。

## 運作

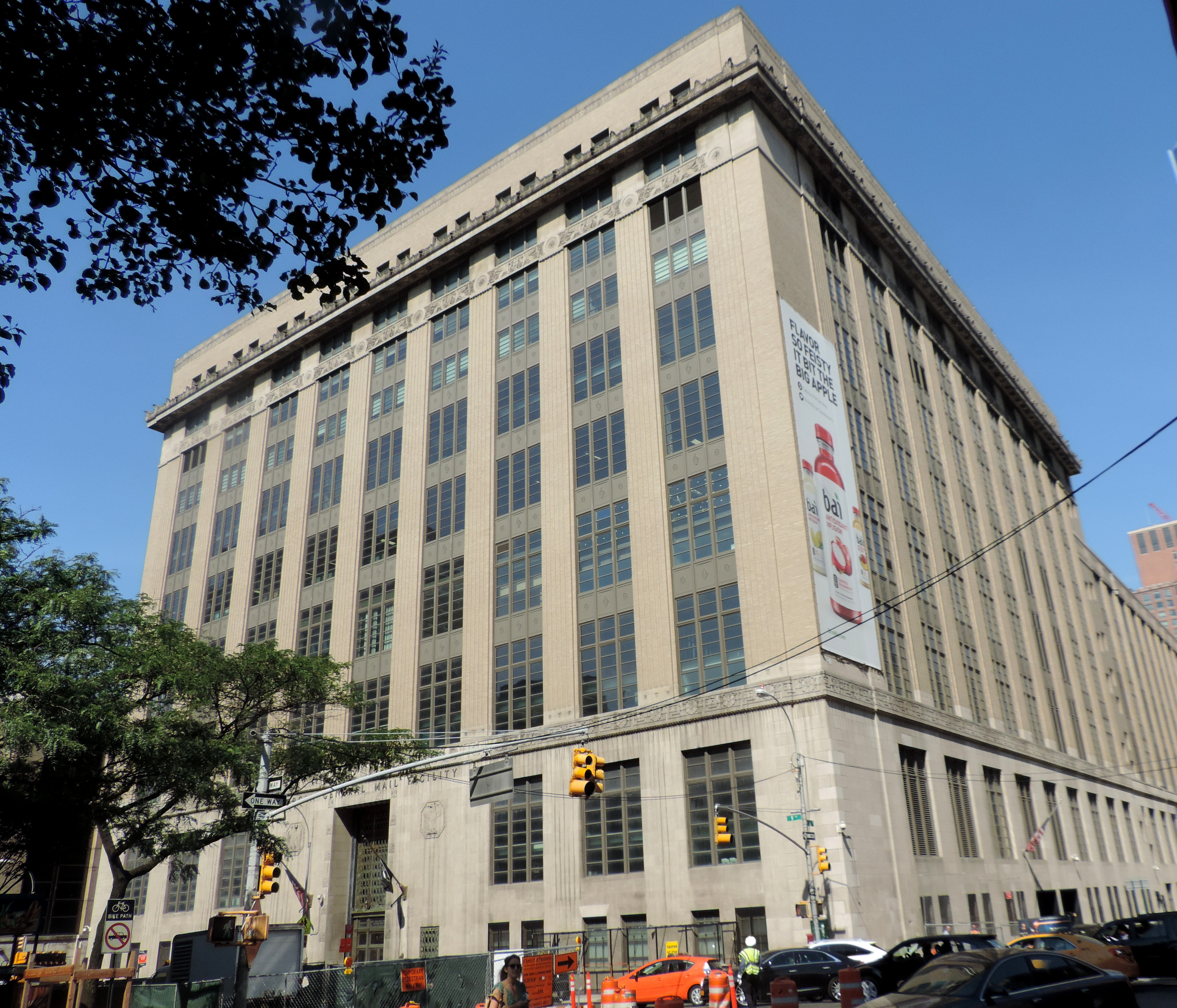
邮政局大楼新翼

詹姆斯·A·法利邮政局大楼於1914年啟用，並命名為賓夕法尼亞終端站。1918年7月，大樓易名為郵政總局大樓，其後又在1982年獲改名為詹姆斯·A·法利邮政局大楼。詹姆斯·法利曾在1933年至1940年間就任美國第53任郵政署長，亦是民主黨在紐約州的領袖。法利亦曾協助富蘭克林·羅斯福就任總統，亦是美國第一位信奉羅馬天主教的總統候選人。除羅斯福外，法利亦曾協助艾尔弗雷德·E·史密斯的政治工作。他是1940年美國總統選舉民主黨初選候選人之一，並反對羅斯福第三度連任。
1966年，大樓列為紐約市地標。
2009年5月9日，由於郵政服務的需求減少，詹姆斯·A·法利邮政局大楼停止24小時運作。自當天起，詹姆斯·A·法利邮政局大楼的開放時間改為星期一至五上午7時至晚上10時、星期六上午9時至晚上9時，及星期日上午11時至晚上7時，聯邦假期櫃檯服務休息，但維持自助郵政服務。

## 外部連結
- Rep Garcia, Robert (Sponsor). . Thomas.loc.gov.[]
- . Scouting New York. January 1, 2011  [2016-09-10]. （原始内容存档于2013-09-18）.
- . NYC-architecture.com.   [2016-09-10]. （原始内容存档于2021-02-12）.
- (PDF). USPS.   [2016-09-10]. （原始内容 (PDF)存档于2007-08-10）.
- . Yelp.com. New York City.   [2016-09-10]. （原始内容存档于2008-04-17）.